# Clubiona leucaspis
Clubiona leucaspis este o specie de păianjeni din genul Clubiona, familia Clubionidae, descrisă de Simon în anul 1932. Conform Catalogue of Life specia Clubiona leucaspis nu are subspecii cunoscute.